# Yanahuanca
Yanahuanca es una ciudad peruana, capital del distrito homónimo ubicado en la provincia de Daniel Alcides Carrión en el departamento de Pasco.
Está ubicada a 3184 m s. n. m. (metros sobre el nivel del mar) en la vertiente oriental de la cordillera de los Andes, en el valle que forma el río Chaupihuaranga, afluente del Huallaga. Su territorio se halla en las regiones altitudinales Quechua, Suni, Puna o Jalca y Janca o Cordillera.

## Toponimia
El nombre de esta ciudad, es una frase compuesta por el adjetivo quechua yana, en castellano ‘negro’, y el sustantivo runasimi, wanka (huanca en escritura castellana), que significa ‘piedra demarcatoria’, entre otras acepciones; por lo que Yanahuanca se entendería como ‘piedra negra’. El nombre de la ciudad también se le da en alusión a una deidad andina, hoy considerada un Apu que, tiempo atrás, fuera convertido en cerro por el dios de la Costa «Chaparri» en uno de sus enfrentamientos.
Cuentan los habitantes locales que donde actualmente se encuentra la plaza principal, había algún tiempo atrás, una huaca negruzca, que se distinguía claramente entre los demás elementos. Manifiestan que Yanahuanca estaba ubicada en la vía hacia Chipipata y que esa zona está copada de rocas verticales de color negro. Cual fuera la forma, el fondo refiere que este valle de Chaupihuaranga tiene muchas formaciones rocosas de forma vertical y, por la presencia de líquenes que adquieren con el tiempo un color negruzco.

## Demografía
Según el Directorio Nacional de Centros Poblados, la localidad cuenta con una población de 5017 habitantes para el 2017. La población distrital asciende a 11 333, y se estima que sea de 11 495 habitantes para el 2020.

## Lugares turísticos
Yanahuanca a pesar de sus hermosos paisajes, con un clima único se pueden ubicar además unos hermoso baños termales gracias a su increíble geomorfología y por las maravillas arquitectónicas que puedes encontrar allí.
- Baños Termales de Villo y Tambochaca
- Ciudadela sagrada de Goñicutac
- Restos arqueológicos de Huarautambo
- Entre otros

## Ciudadela sagrada de Goñicutac
Se supone que esta ciudadela sagrada para los antiguos habitantes del centro de Perú fue construida hacia el 1200 de nuestra era por los «yaros», un pueblo de guerreros influenciados por la cultura wari (siglos VIII a XII).
Ubicado sobre una montaña que domina la quebrada de Chaupihuaranga y el centro poblado de Rocco, para llegar hasta el lugar hay que descender tres horas, a partir de Pasco, por un territorio de contrastes geográficos y climáticos.
Se pasa desde los 4600 hasta los 3600 m s. n. m. (metros sobre el nivel del mar), sobre carreteras rurales con profundos abismos y paisajes de belleza abrumadora. Goñicutac forma parte de los grupos que se asentaron en la quebrada de Chaupihuaranga a fines de la era Wari e inicios del resurgimiento de los grupos regionales (siglo XI hasta 1490 de nuestra era), según se ha establecido a partir de los fragmentos de cerámica encontrados.
El lugar fue elegido por su clima templado y su posición estratégica, que permitía el contacto con diferentes regiones. En la actualidad aloja construcciones en muy buen estado, como el Templo de la Luna, un supuesto lugar sagrado donde se realizaban sacrificios en honor a esa deidad celestial.
Las construcciones están hechas en piedras unidas con barro y rellenas de pequeñas lajas dispuestas en hiladas horizontales, además de piedras alargadas y planas rellenas con argamasa de arcilla en los techos.
Asimismo el lugar cuenta con canales de irrigación, alimentados por medio de conductos subterráneos, e infraestructuras tanto civiles como religiosas. Goñicutac también dispone de un sistema de caminos con gradas de piedra que conducen a una portada de ingreso, plazuelas, calles, pasadizos, «chullpas» (mausoleos) funerarios para entierros colectivos e individuales, sistemas de andenes en terrazas y almacenes.
También existen construcciones de forma circular que pudieron ser usados como corrales para cuidar a las llamas que sirvieron como animales de carga, de sacrificio y para consumo. En 2002, el lugar fue declarado «patrimonio cultural arqueológico de Pasco», lo que le confirió la condición de zona intangible.

## Geografía

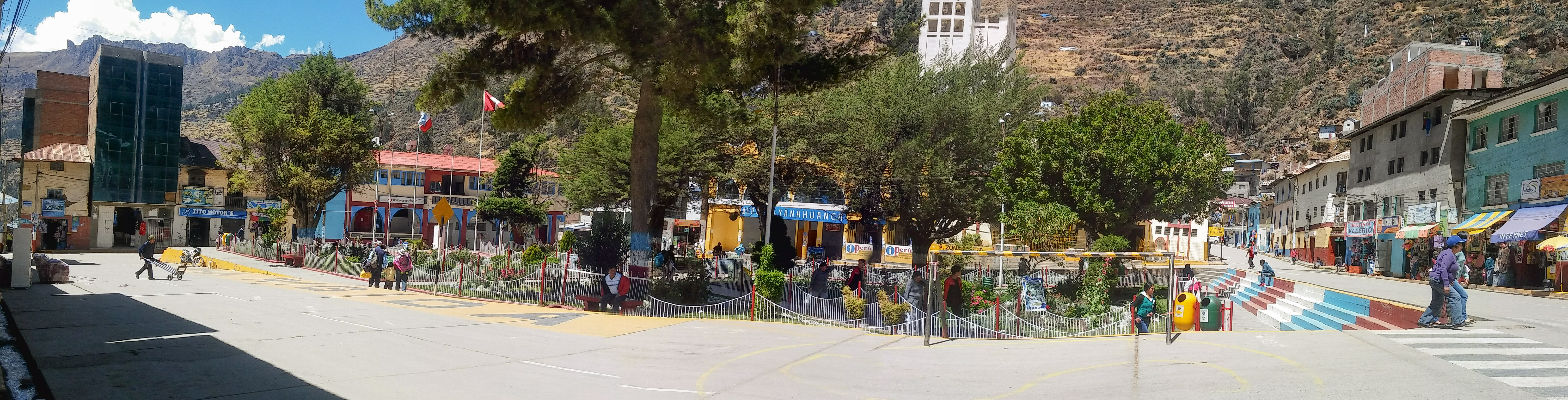
Plaza de Armas de la ciudad de Yanahuanca, Pasco, Perú.

Yanahuanca, enclavado en la zona andina, cuyo mayor número de distritos corresponde a la quebrada de Chaupihuaranga, con importantes recursos hídricos y cultivos que, generalmente depende de la madre naturaleza, cuenta con una rica y prolífera historia, diversidad de formas de vida y una variada ecología y geografía.
La Provincia de Daniel Alcides Carrión está situada en la parte nor-occidental del departamento del Pasco. La provincia tiene una extensión de 1887.23 km2 (kilómetros cuadrados). El distrito de Yanahuanca tiene una superficie aproximada de 818,32 km2. Yanahuanca es una ciudad poseedora de un excelente clima templado, benigno y acogedor; con temperaturas media mínima anual que van desde los 10 °C (meses de enero y febrero) hasta los 24 °C (las temperaturas máximas se registran en los meses de junio y julio); es decir, es variado desde Quechua hasta Janca.

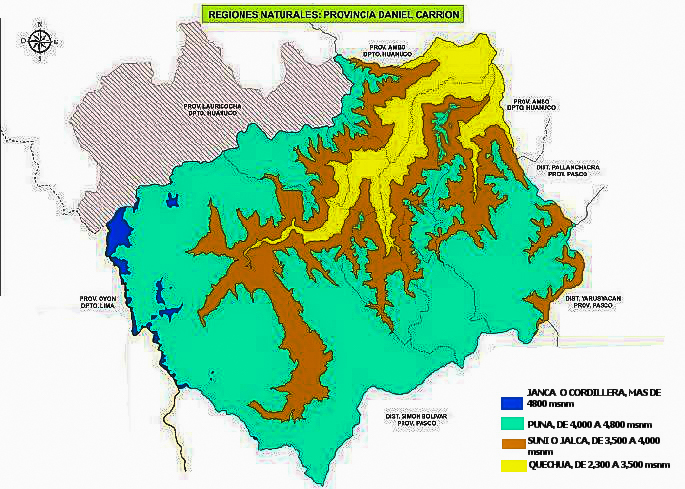
Regiones Naturales de la Provincia Daniel Alcides Carrión, Pasco, Perú. Fuente: Modificado de Inrena, Sistema Nacional de Información Ambiental

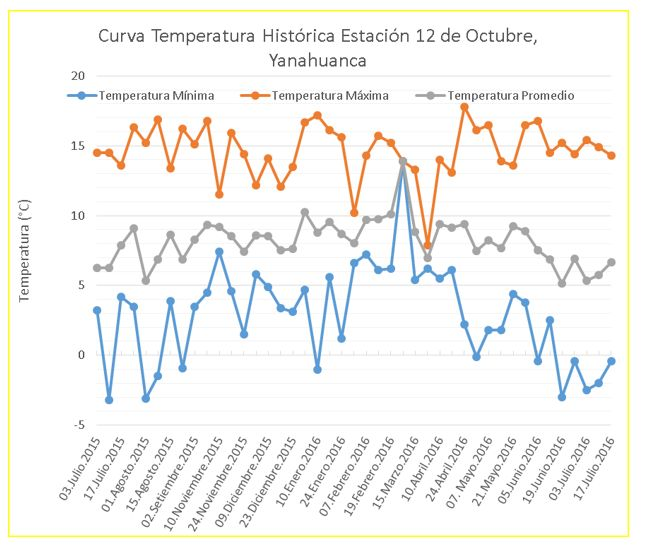
Curva Temperatura Yanahuanca 2015-2016 Fuente: Senamhi.gob.pe

Existen dos estaciones meteorológicas funcionales del Servicio Nacional de Meteorología e Hidrología del Perú (SENAMHI) en el distrito de Yanahuanca, que monitorizan la temperatura (en °C), humedad (en %), lluvia (en mm), la presión atmosférica (en mb), la velocidad del viento (en m/s) y la dirección del viento (en grados desde el norte verdadero). Son (1) la Estación Yanahuanca - 000475, de tipo Convencional Meteorológica, ubicada en latitud 10° 29′ 27″ y longitud 76° 30′ 51″, a 3140 m s. n. m. y (2) La Estación 12 de Octubre - 110137, de tipo Automática Meteorológica, ubicada en latitud 10° 36′ 11.16″ y longitud 76° 33′ 52.2″ a 4451 m s. n. m.
En la provincia se encuentran las lagunas:
- La laguna Cuyllacocha se encuentra en el distrito de. Tiene un color verdoso, durante el día varía de tonalidad, la flora está compuesta básicamente por estrella, cuncush, ichu y en sus aguas crecen diferentes plantas acuáticas como algas, musgos y totorales. El lugar es hábitat de patos andinos. Los terrenos aledaños son utilizados por los comuneros de Independencia como estancias donde pastorean a sus llamas y alpacas, ganados ovinos y vacunos.
- La laguna de Chichurraquina se encuentra al sur del distrito de Santa Ana de Tusi. La laguna presenta forma ovoide alargada y sus aguas son de un color azulado; alcanza a tener una profundidad de hasta 5 metros en la parte central. La flora de la laguna de Chichurraquina corresponde a la del paisaje altoandino o Puna inferior, agregándose a esta variedad las plantas acuáticas presentes en el espejo de agua.
- La laguna de Gorgorin: Son un promedio de 14 lagunas de diferentes tamaños y varias lagunillas que se forman esporádicamente en épocas de lluvias, se encuentran al noroeste de Cerro de Pasco, en el distrito de Chacayán. Su nombre nace del canto de un ave «gogor», «gorgor». Sus aguas toman diferentes coloraciones durante el día desde un verde claro a un verde o azul oscuro, estas discurren a la cuenca hidrográfica del Mantaro y posteriormente a la vertiente del Atlántico. Las lagunas más destacables por su tamaño y forma son: Malanín (4327 m s. n. m.), Tuntuncocha (4322 m s. n. m.), Lutococha (4367 m s. n. m.), Huagri, Parihuana entre otras. Gorgorin es hábitat natural de patos andinos, huachuas o gansos andinos, parihuanas, gaviotas, pitu, tórtola, etc. La flora está compuesta básicamente por estrella, ichu y en sus aguas crecen diferentes plantas acuáticas como algas, musgos y totoras.

La Laguna Lacshacocha está localizada en el distrito de Paucar. Es una hermosa laguna de regular extensión, tiene un color verde turquesa que varía de tonalidad durante el día. En sus orillas existen arenas y piedras blancas, que hacen de este sitio un lugar pintoresco. Esta laguna es hábitat de truchas, challhuas y aves silvestres tales como patos andinos, gaviotas, huachuas o gansos andinos, entre otros. En sus inmediaciones se ha creado un microclima que permite la existencia de una flora variada conformada por quinuales, arbustos, ichu o paja, cortadera, estrella, cuncush, entre otras especies.
Aun cuando el Ministerio de Agricultura y Riego no monitoriza ningún río en la provincia de Daniel Alcides Carrión por no contar con un caudal significativo, cruzan o se originan en la provincia Daniel Alcides Carrión algunos afluentes del río Mantaro y del río Huallaga, como son el río Andachaca (o río Napo), el río Yanahuanca (o río Chaupihuaranga), el río Huarautambo, el río Chonta, el río Ragra, el río Pampania (o Nilalia) y el río Tingo, con numerosos riachuelos secundarios sin nombres.

## Flora y fauna
Los pisos ecológicos se dividen en 3 zonas. En la parte baja se producen árboles frutales y frutas como la tuna, granadilla, manzana, plátano, paltas, etc. En la parte media el cultivo de planta es domesticada, entre ellas papas, hortalizas, maíz, trigo, oca, yacón, entre otros. En las zonas baja y media de la provincia, la presencia de árboles de eucaliptos es abundante. En mayor variedad se encuentra el ichu, planta que sirve como forraje para los animales y también como combustible después de su secado.
En las altas punas hay gramíneas y pequeños rodales de queñuales (Polylepis incana), pinos e incluso alisos. Alrededor de los 4000 m s. n. m. (metros sobre el nivel del mar), están los árboles de quiñual o queñual que son restos de antiguos bosques de altura. Entre las gramíneas predominan el ichu (Stipa ichu) y la chilligua (Festuca dolichophylla). Sobre los 5200 m s. n. m. crece, además de algunos musgos y líquenes, la yareta (Azorella compacta).
Habitan el venado gris de los Andes (Odocoileus peruvianus), la vizcacha (Lagidium peruvianum), el cóndor (Vultur gryphus), la taruca (Hippocamelus antisensis), el cuy salvaje (Cavia cobaya) y otros. Además, viven camélidos como llamas (Lama glama) y vicuñas (Vicugna vicugna). Otras especies de los altiplanos son el gato montés, el zorrino, el gallinazo y diversas aves de la familia de las perdices.
En las zonas baja, media y alta los campesinos de Yanahuanca se dedican a la crianza de los animales menores como cuyes, conejos y aves de corral; así como de ganado ovino, vacuno, camélido, porcino, caprino y equino.

### Población
| UBIGEO | Provincias y distritos      | Estimado 30 de junio de 2015 | Censada 30 de junio de 2007 | Censado 1993 |
| 190200 | Prov Daniel Alcides Carrion | 53 647                       | 48, 541                     | 36 098       |
| 190201 | Yanahuanca                  | 12 922                       | 14 605                      | 14 484       |
| 190202 | Chacayan                    | 4295                         | 4074                        | 3082         |
| 190203 | Goyllarisquisga             | 3896                         | 2510                        | 962          |
| 190204 | Paucar                      | 1797                         | 2297                        | 2887         |
| 190205 | San Pedro de Pillao         | 1823                         | 1731                        | 1311         |
| 190206 | Santa Ana de Tusi           | 22 945                       | 17 341                      | 8208         |
| 190207 | TAPUC                       | 4360                         | 4039                        | 2932         |
| 190208 | Vilcabamba                  | 1609                         | 1944                        | 2232         |
|        |                             |                              |                             |              |

Fuente: INEI - Censos nacionales de 1993 y 2007

#### Idiomas
Para la provincia de Daniel Alcides Carrión: según la población de 5 años a más de edad censada en el 2007, el porcentaje que tenía como lengua aprendida en la niñez el castellano era el 90.6 %, el quechua el 9.2 %, y el aimara el 0.1 %. El idioma extranjero no se visualiza en términos porcentuales, por existir mínima cantidad de personas. En el censo del 1993 para la misma provincia de Daniel Alcides Carrión, los porcentajes eran: castellano, 78.7 %; quechua, 18.9 %; otra lengua indígena, 2.3 %; y un idioma extranjero, 0.1 %.

## Clima
| Parámetros climáticos promedio de Yanahuanca | Parámetros climáticos promedio de Yanahuanca | Parámetros climáticos promedio de Yanahuanca | Parámetros climáticos promedio de Yanahuanca | Parámetros climáticos promedio de Yanahuanca | Parámetros climáticos promedio de Yanahuanca | Parámetros climáticos promedio de Yanahuanca | Parámetros climáticos promedio de Yanahuanca | Parámetros climáticos promedio de Yanahuanca | Parámetros climáticos promedio de Yanahuanca | Parámetros climáticos promedio de Yanahuanca | Parámetros climáticos promedio de Yanahuanca | Parámetros climáticos promedio de Yanahuanca | Parámetros climáticos promedio de Yanahuanca |
| Mes                                          | Ene.                                         | Feb.                                         | Mar.                                         | Abr.                                         | May.                                         | Jun.                                         | Jul.                                         | Ago.                                         | Sep.                                         | Oct.                                         | Nov.                                         | Dic.                                         | Anual                                        |
| -------------------------------------------- | -------------------------------------------- | -------------------------------------------- | -------------------------------------------- | -------------------------------------------- | -------------------------------------------- | -------------------------------------------- | -------------------------------------------- | -------------------------------------------- | -------------------------------------------- | -------------------------------------------- | -------------------------------------------- | -------------------------------------------- | -------------------------------------------- |
| Temp. máx. media (°C)                        | 27.5                                         | 28                                           | 28                                           | 26.5                                         | 23.5                                         | 19                                           | 19                                           | 19                                           | 19.5                                         | 21.5                                         | 23                                           | 25                                           | 23.3                                         |
| Temp. mín. media (°C)                        | 18.5                                         | 19                                           | 18                                           | 17                                           | 15.5                                         | 14                                           | 13.5                                         | 13                                           | 13.5                                         | 14                                           | 15.5                                         | 17                                           | 15.7                                         |
| Fuente: accuweather.com                      |                                              |                                              |                                              |                                              |                                              |                                              |                                              |                                              |                                              |                                              |                                              |                                              |                                              |

El clima de Yanahuanca; cuando solea es muy hermosa ya que se puede ir a muchos lugares turísticos para visitar y enterarse del antepasado de Yanahuanca.

## Historia
El distrito de Yanahuanca fue creado mediante Ley N.º 9904, del 20 de enero de 1944, en el gobierno del Presidente Manuel Prado Ugarteche. La Provincia de Daniel A. Carrión fue creada mediante Ley N.º 10030 del 27 de noviembre de 1944, conformada por cinco distritos: Yanahuanca, Chacayán, Goyllarisquizga, Vilcabamba y Tápuc. Posteriormente fueron creados los distritos de Santa Ana de Tusi, Paucar y San Pedro de Pillao. La Provincia se nombra así en honor al mártir de la medicina peruana, Daniel Alcides Carrión.
El hombre hizo su presencia desde las épocas primitivas y cuya primera manifestación cultural durante el período de la caza y la pesca fue el grabado de las pinturas rupestres, cuyo mayor vestigio en el valle de Chaupihuaranga lo encontramos en la localidad de Palca, Chinche, Goyllarisquizga, Villo entre otros. Más adelante, se registra la presencia en este valle de grandes culturas como los Wari y los Yaros, de cuya existencia son muestras evidentes los pueblos de Pillao, Huarautambo, Astobamba, Goñicutac y San Cristóbal de Chaupimarca. La presencia del inca, como inspector de sus dominios, hizo que se construyeran hospedajes como el tambo inca de Huarautambo, los caminos del inca y Chawin Punta (Chaupimarca) que se notan claramente desde las punas de Tambopampa hasta Huarautambo.
Según una leyenda local, en el siglo XVII, Yanahuanca, primera población de los actuales yanahuanquinos, se encontraba en la parte alta de la ciudad actual, en la vía que conduce a Chipipata. Tenían como patrón a San Pedro. La población estaba asentada en un sitio llamado Chuchucocha pero los pobladores no podían vivir allí debido a que el santo que tenían, San Pedro, no quería permanecer en esa zona y aseguran que bajaba hacia la ubicación de la actual ciudad como una forma de comunicar a los pobladores para que reinstalen la ciudad en la parte baja, donde actualmente se encuentra la iglesia. Estos terrenos, en los que actualmente está edificada la iglesia, eran pantanosos y con abundante totoras donde vivían a su libre albedrío las gaviotas, los yanavicos y los patos silvestres. Los pobladores entendieron la necesidad de seguir el camino que su santo patrono les estaba indicando y construyeron su capilla en el lugar pantanoso, secándola a base de relleno. Tenemos hasta la fecha rezagos de la mitología de la formación de Yanahuanca y la construcción de su iglesia, pues de las bases del templo fluyen todavía agua y es por ello que se han hecho canaletas de drenaje que inicialmente fueron construidas de piedra. Una de esas canaletas sale por el Instituto Superior Tecnológico, otra canaleta por el cine San Pedro y una tercera canaleta desfoga junto al mercado de Yanahuanca.

## División política

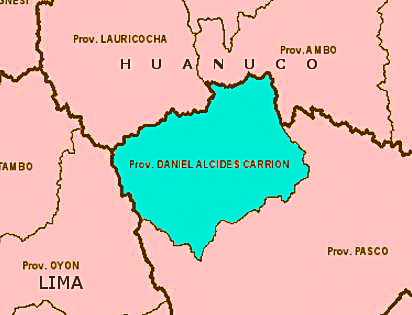
Límites geográficos Provincia Daniel Alcides Carrión Pasco

La ciudad de Yanahuanca es la capital de la Provincia de Daniel Alcides Carrión (Departamento de Pasco). El distrito de Yanahuanca limita por el norte con el Distrito de San Miguel de Cauri (Provincia de Lauricocha, Huánuco) y San Pedro de Pillao; por el sur con el distrito de Simón Bolívar; por el este con los distritos de Tápuc, Vilcabamba y Chacayán y por el oeste con la provincia de Oyón, Lima.

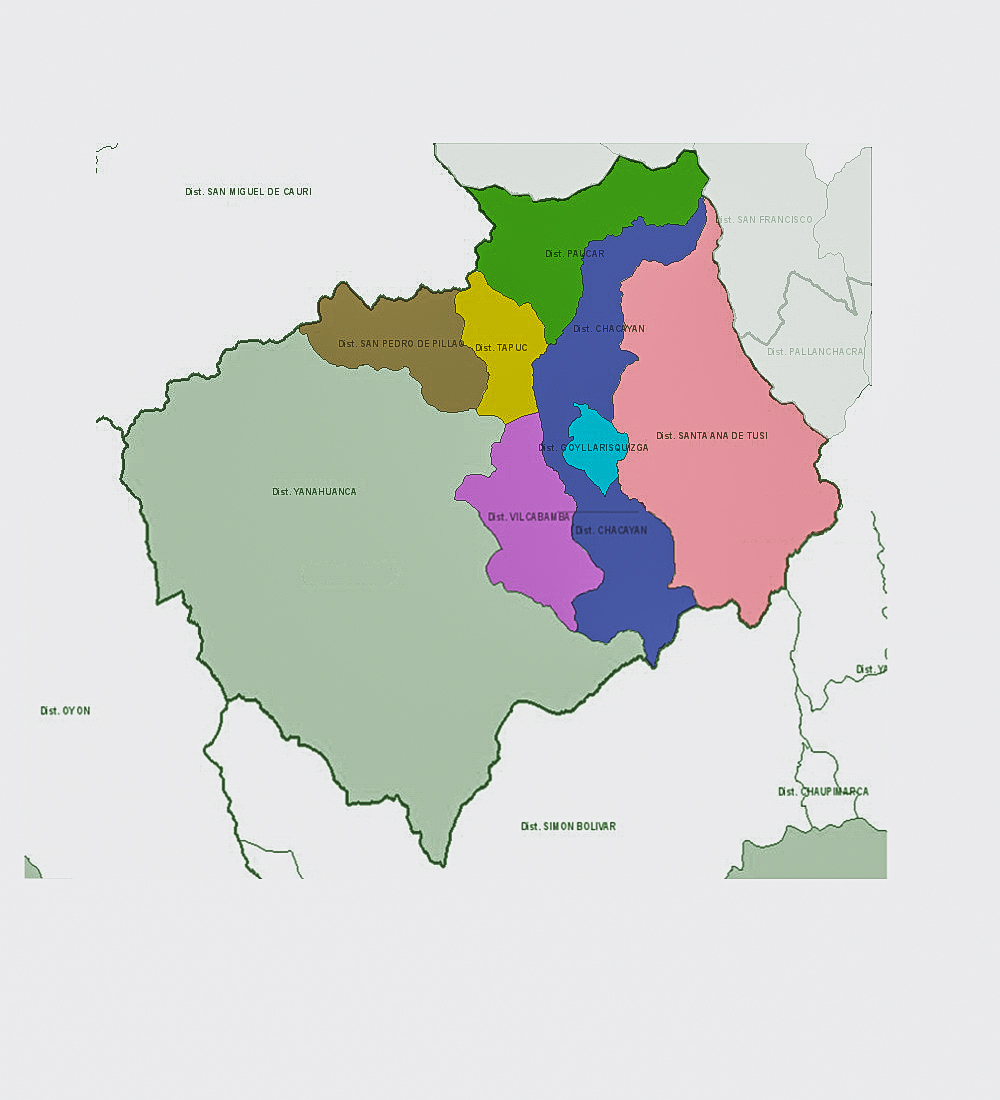
Límites distritales de la Provincia Daniel Alcides Carrrión, Pasco

División administrativa: la Provincia de Daniel Alcides Carrión de la Región Pasco se divide en ocho distritos:
1. Yanahuanca, con sus centros poblados de Tambopampa, Uchumarca, Pomayaros, Santiagopampa, Chinche, Rocco, Huarautambo, Chipipata y Villo.
2. Chacayán.
3. Goyllarisquizga.
4. Paucar.
5. San Pedro de Pillao.
6. Santa Ana de Tusi.
7. Tápuc.
8. Vilcabamba.

Dispositivo legal de creación en la Provincia de Daniel Alcides Carrión, según distrito y centro poblado, 2015
| distrito o centro poblado      | dispositivo legal de creación | dispositivo legal de creación | dispositivo legal de creación |
| distrito o centro poblado      | nombre                        | número                        | fecha                         |
| Yanahuanca                     | -                             | -                             | Época de Independencia        |
| Chacayán                       | -                             | -                             | Época de Independencia        |
| Goyllarisquizga                | Ley                           | 10030                         | 27 de noviembre de 1944       |
| Paucar                         | Ley                           | 11905                         | 4 de diciembre de 1952        |
| San Pedro de Pillao            | Ley                           | 13276                         | 15 de diciembre de 1959       |
| Santa Ana de Tusi              | Ley                           | 12548                         | 12 de enero de 1956           |
| Tapuc                          | Ley                           | s/n                           | 2 de enero de 1857            |
| Vilcabamba                     | Ley Regional                  | 339                           | 6 de septiembre de 1920       |
|                                |                               |                               |                               |
| Rocco                          | Resolución Municipal          | 046                           | 1 de octubre de 1990          |
| Tambopampa                     | Ordenanza Municipal           | 002                           | 6 de mayo de 1993             |
| Antapita                       | Resolución Municipal          | 068                           | 19 de julio de 1993           |
| Uchumarca                      | Ordenanza Municipal           | 039                           | 3 de marzo de 1994            |
| Santa Ana de Ragan             | Resolución Municipal          | 051                           | 28 de abril de 1994           |
| Chango                         | Resolución Municipal          | 060                           | 13 de agosto de 1994          |
| Independencia                  | Resolución Municipal          | 066                           | 2 de julio de 1995            |
| Tangor                         | Resolución Municipal          | 080                           | 13 de septiembre de 1995      |
| Ocho de Diciembre              | Resolución Municipal          | 081                           | 15 de septiembre de 1995      |
| SantiagoPampa                  | Resolución Municipal          | 091                           | 20 de octubre de 1995         |
| Tactayoc                       | Resolución Municipal          | 106                           | 8 de octubre de 1995          |
| San Cristóbal de Chaupimarca   | Resolución Municipal          | 110                           | 22 de diciembre de 1995       |
| Pomayaros                      | Ordenanza Municipal           | 043                           | 13 de junio de 1997           |
| Pocobamba                      | Resolución Municipal          | 075                           | 2 de septiembre de 1997       |
| Huayo                          | Resolución Municipal          | 087                           | 3 de noviembre de 1997        |
| Chipipata                      | Ordenanza Municipal           | 098                           | 29 de diciembre de 1997       |
| Chinche Yanahuanca             | Resolución Municipal          | 035                           | 23 de diciembre de 1998       |
| Virgen del Rosario de Pampania | Resolución Municipal          | 010                           | 16 de marzo de 2000           |
| Santa Rosa de Chora            | Resolución Municipal          | 008                           | 19 de enero de 2001           |
| San Miguel de Cuchis           | Resolución Municipal          | 019                           | 9 de marzo de 2001            |
| Huarautambo                    | Resolución Municipal          | 176                           | 21 de marzo de 2001           |
| Santísima Trinidad Villo       | Resolución Municipal          | 006                           | 20 de enero de 2002           |
| Huaylasjirca                   | Ordenanza Municipal           | 007                           | 3 de marzo de 2009            |
| Juclacancha                    | Ordenanza Municipal           | 012                           | 12 de julio de 2012           |
| San Juan de Yanacocha          | Ordenanza Municipal           | 009                           | 23 de agosto de 2013          |

Nota: Chacayán se crea como Distrito el 13 de setiembre de 1825 durante el gobierno de Bolívar; es ratificado el 2 de enero de 1857 en el gobierno de Ramón Castilla. El 11 de noviembre de 1856 fue creada la Municipalidad de Chacayán y pasa a formar parte de la Provincia de Daniel Alcides Carrión desde el 27 de noviembre de 1944.
Fuente: Instituto Nacional de Estadística e Informática - Dirección Nacional de Censos y Encuestas y del Registro Nacional de Municipalidades.
Ubicación geográfica de la capital legal, según distrito, 2015, provincia Daniel Alcides Carrión
| distrito            | capital legal       | capital legal | capital legal        | capital legal        | capital legal        |
| distrito            | nombre              | categoría     | ubicación geográfica | ubicación geográfica | ubicación geográfica |
| distrito            | nombre              | categoría     | Altitud (m s. n. m.) | Latitud Sur          | Longitud Oeste       |
| Yanahuanca          | Yanahuanca          | Ciudad        | 3199                 | 10° 29′ 29″          | 76° 31′ 01″          |
| Chacayan            | Chacayan            | Pueblo        | 3338                 | 10° 26′ 06″          | 76° 26′ 18″          |
| Goyllarisquizga     | Goyllarisquizga     | Pueblo        | 4183                 | 10° 28′ 24″          | 76° 24′ 28″          |
| Paucar              | Paucar              | Pueblo        | 3357                 | 10° 22′ 11″          | 76° 26′ 42″          |
| San Pedro de Pillao | San Pedro de Pillao | Pueblo        | 3678                 | 10° 26′ 21″          | 76° 29′ 50″          |
| Santa Ana de Tusi   | Santa Ana de Tusi   | Pueblo        | 3803                 | 10° 28′ 19″          | 76° 21′ 17″          |
| Tapuc               | Tapuc               | Villa         | 3678                 | 10° 27′ 21″          | 76° 27′ 42″          |
| Vilcabamba          | Vilcabamba          | Villa         | 3530                 | 10° 28′ 44″          | 76° 26′ 57″          |

Fuente: Instituto Nacional de Estadística e Informática, Dirección Nacional de Censos y Encuestas y Dirección Técnica de Demografía e Indicadores Sociales.

## Gobierno
- Autoridades Regionales: Consejero regional por la provincia de Daniel Alcides Carrión: 2015-2018: Gerson Ronaldo Grijalva Santos del partido político Alianza para el Progreso
- Alcalde de la Municipalidad Provincial Daniel Alcides Carrión (2019-2022) Juan Luis Chombo Heredia, del partido político Somos Perú En La Región.
- Policiales: el Comisario es el Comandante PNP Juan José Torres Aragonés. En la Provincia existen las dependencias policiales de: Comisaría en CPNP Sectorial Dante A Carrión en Yanahuanca - Dirección: Jr. 28 De Julio # Sn; En CPNP Chacayán - Dirección: Av. Espíritu Santo # Sn; En CPNP Goyllarisquizga - Dirección: Av. 27 de Noviembre # Sn; En CPNP Paucar - Dirección: Jr. Huanuco # Sn y en CPNP Santa Ana De Tusi - Dirección: Jr. 28 de Julio # Sn
- Desde el punto de vista jerárquico de la Iglesia Católica, la provincia de Daniel Alcides Carrión forma parte de la Diócesis de Tarma, sufragánea de la Arquidiócesis de Huancayo, presidida por el Obispo Mons. Luis Alberto Barrera Pacheco desde el 24 de octubre de 2016. En Yanahuanca funciona una parroquia católica.

## Educación
El distrito cuenta con establecimientos de Jardín de Inicial, Primaria de Menores, Primaria para adultos, de Educación Especial, Secundaria de Menores, Secundaria para adultos, Centro de Educación Ocupacional, y el Instituto Superior Tecnológico 0659003 Daniel Alcides Carrión de Yanahuanca con las especialidades de Enfermería Técnica, Computación e Informática y Construcción Civil. La Unidad de Gestión Educativa Local de Daniel Alcides Carrión (UGEL Daniel Alcides Carrión) supervisa el funcionamiento del servicio educativo en toda la provincia y depende de la Dirección Regional de Educación de Pasco (DRE-Pasco).
Además existe una filial de la Universidad Nacional Daniel Alcides Carrión, donde funcionan la facultad de ciencias de la Educación (Escuela de formación profesional de Primaria, Especialidad de Informática y Telecomunicaciones) y la Facultad de Ciencias Agropecuarias (Escuela de formación profesional de Agronomía).

## Salud

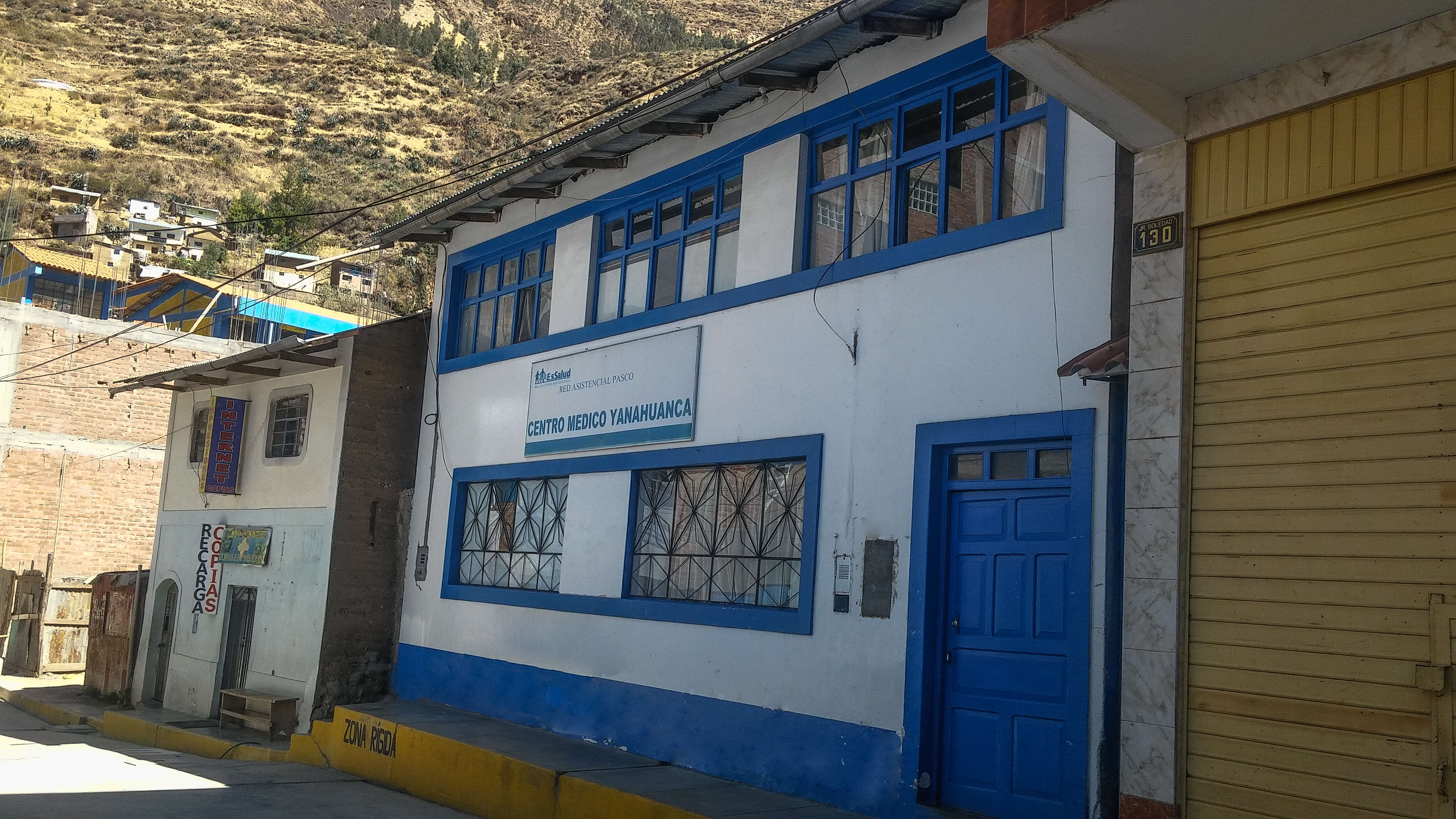
Local del CAP II Yanahuanca Essalud en Jr Jorge Chávez s/n Yanahuanca

El distrito de Yanahuanca cuenta con Centro de Salud Fredy Vallejos Ore de Yanahuanca de tipo Quirúrgico II-E, el Centro de Salud Tapuc No quirúrgico I-3 y el Centro de Salud Santa Ana de Tusi No quirúrgico I-4. Asimismo, cuenta con Postas Médicas I-2 en Andachaca y Chinche Tingo; y I-1 en Andes Yanahuanca, Astobamba Huarautambo, Ayayog, Cachipampa, Cachquis, Chinche Rabi, , Chipipata, Chocopata, Huaychaumarca, Llicllao, Numunyayog, Palca, Pomapachupan, Pomayaros, Roco, Santiagopampa, Tambochaca, Tambopampa, Tunanchanca, Uchumarca, Virgen del Rosario de Huaylasjirca, Yanacocha que están bajo la administración de la Red de Salud Daniel Carrión, dependiente de la Dirección Regional de Salud DIRESA Pasco del Ministerio de Salud. EsSalud cuenta con el Centro de Atención Primaria II Yanahuanca (I—3).

## Transporte
Yanahuanca está conectado con Lima por la carretera central hasta Cerro de Pasco con un recorrido de 370 km de carretera asfaltada y desde Cerro de Pasco a Yanahuanca con 64 km de carretera casi completamente asfaltada.
La Red vial de la provincia Daniel Alcides Carrión comprende: La Red Vial Nacional PE-18 (desde Huaura hasta Ambo, pasando por Oyón y Yanahuanca) que está en estado de carretera afirmada no asfaltada; las redes viales Departamentales PA-102 (desde Yanahuanca a Pasco), PA-100 (desde el desvío Uchumarca hasta Pasco), PA-103 (desde Yanahuanca hasta el desvío Antapaca) y múltiples variantes y ramales de las redes viales vecinales registradas y no registradas (afirmadas y no asfaltadas) que unen a casi todos los localidades de la provincia.

## Economía

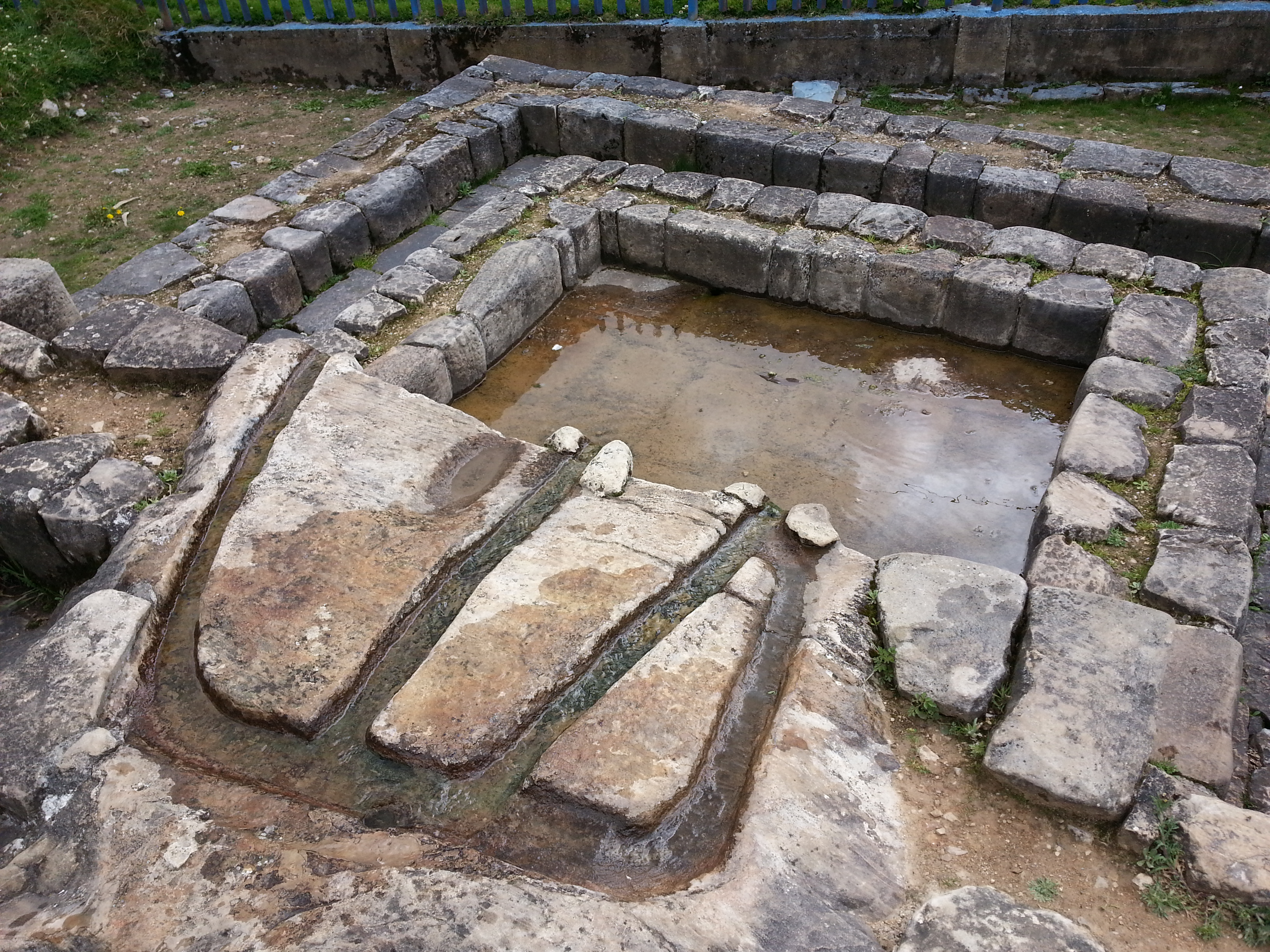
Paqcha Inca, Huarautambo, Yanahuanca, Pasco.

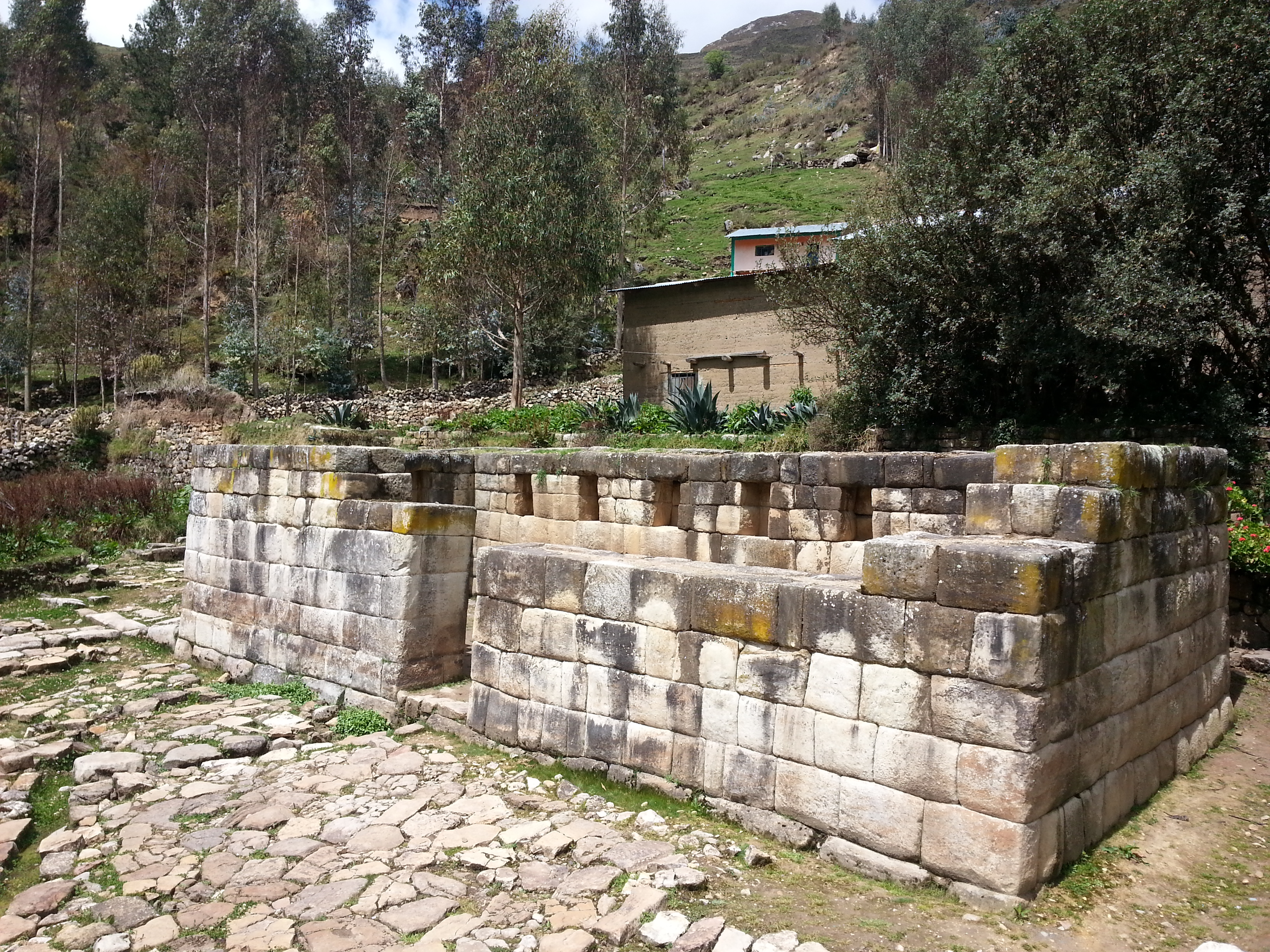
Edificio Inkawasi, Huarautambo, Yanahuanca, Pasco.

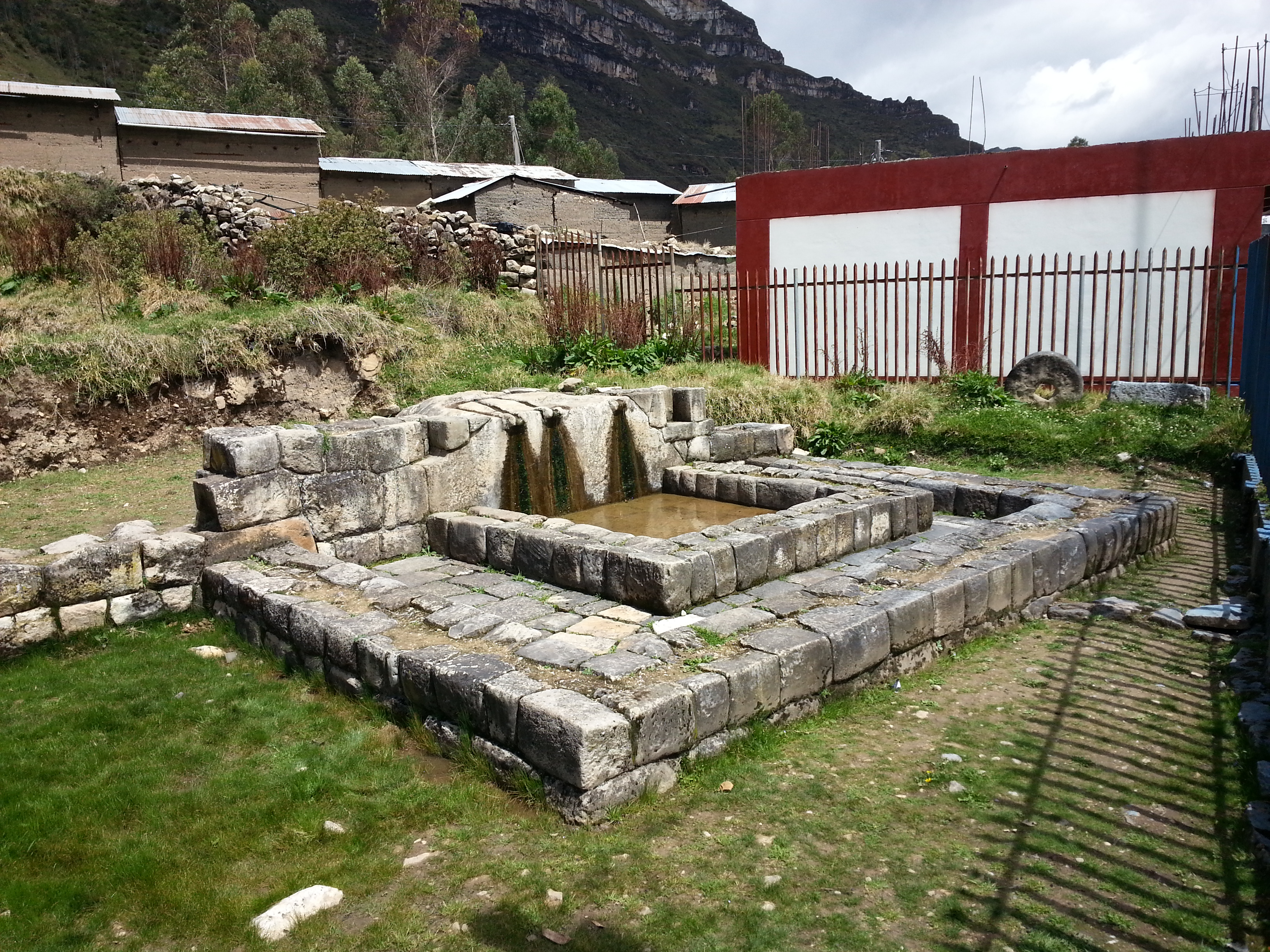
Paqcha o Pileta Inca, Huarautambo, Yanahuanca, Pasco.

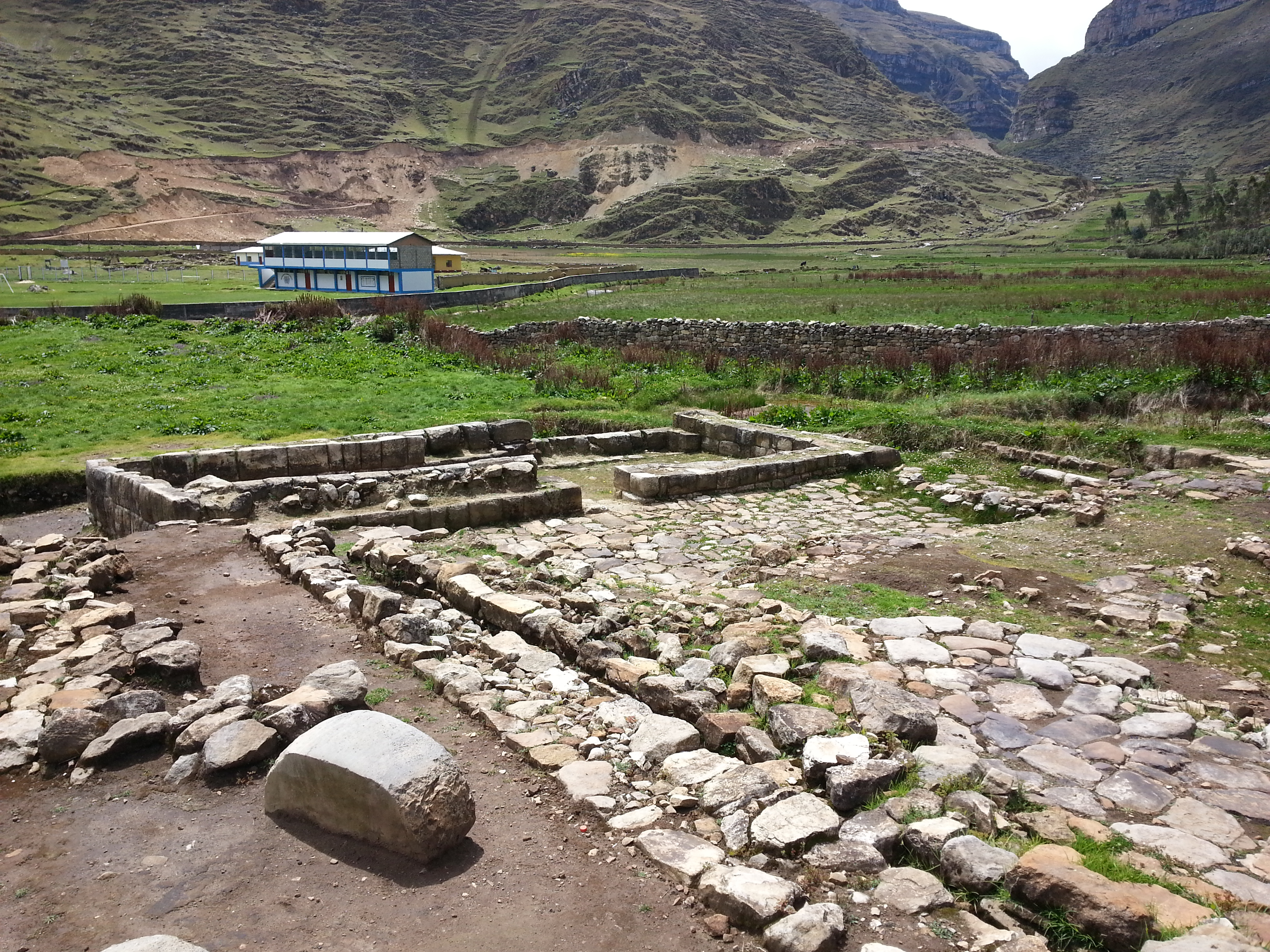
Edificio Warmiwasi, Huarautambo, Yanahuanca, Pasco.

### Turismo
Los lugares de atracción turística, desde la ciudad de Yanahuanca, son:
- Aguas Termales de Chinche Rabi a 10 km (30 minutos en auto): en la que se encuentran hermosas cataratas como Lancoy, Shalacuta y Goganmanchay, así como sus rupestres pinturas de Pintamachay y Rayhuan; y las aguas termales de Rabí y Viso.
- Conjunto Arqueológico Goñicutac a 5 km, centro poblado de Rocco a una altitud de 3600 m s. n. m. (15 minutos en auto) el cual presenta una sólida influencia de las culturas Chaupihuaranga y Yaro. El conjunto arqueológico constituido por unidades habitacionales simples, complejos de 2 pisos con un mirador, sistema de caminos con gradas hechas de piedra que conducen a una portada de ingreso, plazuelas, calles, pasadizos, “chullpas” (mausoleos) funerarios para entierros colectivos e individuales, sistemas de andenes en terrazas y almacenes, sistemas de agua con canales de irrigación alimentados por medio de conductos subterráneos, y recintos religiosos. Presenta una organización y dominio del espacio impuesto por dos condiciones esenciales: (.) Los orígenes de la construcción de esta ciudadela sagrada se remontan al año 1200, es una construcción perteneciente a los Yaros (pueblo de guerreros influenciados por la cultura wari). Goñicutac forma parte de los grupos que se asentaron en la quebrada de Chaupihuaranga a fines de la era Wari e inicios del resurgimiento de los grupos regionales, según algunas investigaciones que se realizaron a partir de los fragmentos de cerámica encontrados. El lugar fue elegido por el clima templado y su posición estratégica, que le permitía el contacto con diferentes regiones. Las construcciones se encuentran en buen estado de conservación, como el Templo de la Luna, un supuesto lugar sagrado donde se realizaban sacrificios en honor a sus dioses, (.) Las construcciones se caracterizan por estar hechas en piedras unidas con barro y rellenas de pequeñas lajas dispuestas en hiladas horizontales, además de piedras alargadas y planas rellenas con argamasa de arcilla en los techos. También existen construcciones de forma circular que pudieron ser usados como corrales para cuidar a las llamas que sirvieron como animales de carga, de sacrificio y para consumo.
- Aguas Termales de Tambochaca a 06 km en la ruta de Oyón (20 minutos en auto) donde también se encuentran restos arqueológicos de culturas diferentes que habrían sido el lugar de asentamiento del grupo de los Yaros. Son aguas termales que emergen del subsuelo de forma espontánea de un ojo de agua, luego este es represado por un depósito mediano de concreto. El grado de temperatura de sus aguas fluctúa entre los 70 a 80 °C; las características estas aguas son incolora, inodora, alcalino metálico ligeramente con depósitos de sales ferrosas, también contiene dióxido de carbono y tiene un pH de 7.1 por lo que es clasificado como sódica clorurada y bicarbonatada. La infraestructura diseñada para el aprovechamiento turístico de sus aguas termales es de una piscina de aproximadamente 12×25 metros, construido de concreto armado y revestido con mayólicas, la que es alimentada del agua termal mediante un sistema de viaductos conectados desde el ojo del agua hasta la piscina. También cuenta con pozas individuales recubiertas con mayólicas, al que llega el agua termo medicinal mediante el sistema de viaductos similar al de la piscina. Cuenta con 8 vestidores y 2 servicios higiénicos para damas y caballeros. Los pobladores de la zona usan sus aguas termo medicinal en la práctica de terapias con hierbas silvestres de la zona.
- Aguas Termales de Villo a 3.8 km a 3180 m s. n. m. Es un lugar ideal para quienes tengan interés en el turismo medicinal. Las aguas alcanzan los 70 °C y proporcionan aguas sulfurosas y ferrosas que provienen de un volcán y se usa desde la época prehispánica. Sus aguas son de color verdoso, alcanzan una temperatura que oscila entre los 60° a 70 °C y están compuestas por sulfuro, hierro, silicio, calcio y magnesio. Se encuentra ubicada en la región natural Quechua. Sus aguas brotan de pequeños cráteres, ubicados en las bases del cerro aledaño, las que son represadas para posteriormente ser distribuidas en una piscina y varias posas individuales y familiares. Horario De Visita: 6:00 a. m. a 7:00 p. m.
- Aguas Termales de Viso a 5.0 km.
- Complejo Arqueológico de Ichugán a 10 km, en el centro poblado menor de Chipipata (25 minutos en auto y 45 minutos en bus). Las edificaciones de Ichugán se encuentran hechas de piedra junto con argamasa de arcilla. Estas construcciones pertenecieron a la arquitectura de la nación Yaro, presente en el siglo IX en la zona, sin embargo, es considerable la presencia de torreones de hasta dos metros de altura de características incas. En las construcciones de Ichugán, podemos apreciar la presencia de edificaciones circulares, a las vez que son atractivas porque se presentan con dos pisos, que alcanzan alturas de 5 y 7 metros, similares a las encontradas en el complejo de Chumpinvilca. Estas edificaciones posiblemente habrían tenido fines residenciales. Se presume que estas viviendas habrían estado rodeadas por una suerte de amurallamiento, mismo que con el paso de los años desaparecieron. También se puede apreciar en gran parte del sitio la presencia de escalinatas, que fueron destinadas como medios de acceso a los diferentes recintos del lugar. Se encuentra un mirador u observatorio, que permite un control visual de las zonas aledañas al complejo; así como estructuras que habrían tenido la finalidad de ser hornos y que advierten el conocimiento cerámico de esta cultura. El sitio es de libre ingreso, se recomienda que se visite a partir del mes de abril hasta octubre.
- Complejo Arqueológico de Chumpinvilcas a 8 km (25 minutos en auto o 90 minutos en bus). En ese lugar se erigió uno de los centros administrativos y religiosos más importantes de la cultura Yaro; debido a su estratégica posición, cerca de los complejos arqueológicos de Goñicutac, Ichugán y Gorish. Ubicado por encima de los 4000 m s. n. m. Se puede ver en Chumpinvilca caminos con gradería, conjuntos de viviendas conectadas por pasadizos y calles; además de la mejor y más bella vista de toda la quebrada de Chaupihuaranga. Se puede aprovechar la visita y darse una vuelta por las aguas termo-medicinales de Tambochaca.
- Complejo Arqueológico de Gorish a 12 km, a una altitud de 3445 m s. n. m. (30 minutos en auto o 90 minutos en bus hasta Vilcabamba, desde ahí se hace otro viaje en auto de 30 minutos hasta el complejo). Es uno de los más importantes legados dejados por la cultura de los Yaros (aproximadamente durante el siglo IX), llegando incluso a suponer que este sitio arqueológico fue la capital de la sociedad de los Yaro. Las construcciones de Gorish usan como elemento de edificación la piedra, junto con el barro a modo de argamasa. En la arqueología de Gorish resaltan algunos recintos que tienen como característica estar destinados a ser centros de enjuiciamiento y castigo popular. Al igual que en otros sitios Yaros de la zona, puede observarse la presencia de construcciones de andenes, junto con diferentes canales de irrigación y que se encuentran asentados sobre terrazas. Por el lado urbano de Gorish (arquitecturas civiles y estatales), puede observarse distintas plazas, algunas colcas cuya finalidad es la ser depósitos de diferentes recursos producidos por la Cultura. También pueden verse diversas zonas habitacionales, que se caracterizan por presentar una altura de aproximadamente dos metros y tener un diámetro promedio de 3 metros, llegando a deducir que en la época habrían estado habitadas por familias completas. Al seguir las costumbres arquitectónicas de sus otras construcciones, es común la presencia de graderías o escalinatas, que sirven de vía de acceso y de conexión entre distintos recintos; de la misma función son los pasadizos diversos de esta área.
- Complejo Arqueológico de Huarautambo y Astobamba a 7.2 km, la primera zona del complejo o Huarautambo era un lugar de descanso, de ahí su cualidad de Tambo. Aquel se encuentra en el curso de un camino inca que permite la unión de Jauja y Huánuco Pampa y presenta estructuras incas que hacen pensar que además de un sitio para el descanso era un lugar destinado al almacenamiento de productos que podían ser utilizados por los mismos viajeros del Tahuantinsuyo. El otro lugar, conocido como Astobamba, pese a que también tuvo asentamiento incaico, parecería haber sido construido en una época anterior, posiblemente por la antigua población de los Wari, y habría servido como un espacio de castigo. Uniendo ambos lugares se encuentra el Puente de Piedra de Huarautambo.
- Pinturas Rupestres de Palca es un pequeño paraje ubicado en la parte alta del pueblo de Yanahuanca, está al pie de la carretera en la vía a Cerro de Pasco- Yanahuanca. Lo importante de este lugar es que en la parte alta se encuentran unos abrigos (especie de cuevas superficiales), y en el interior de cada uno de estos hay abundante pintura rupestre, que fue trabajado aproximadamente hace 10,000 años a. C. (de acuerdo con los datos del Hombre de Lauricocha). Existen más de 150 pequeñas pinturas, se hallan chacos de auquénidos, zorros, monos, felinos, loros y rostros humanos. Lo maravilloso de este arte es que existen paneles completos de pintura en conjunto que suman entre 10 a 20 grabados.

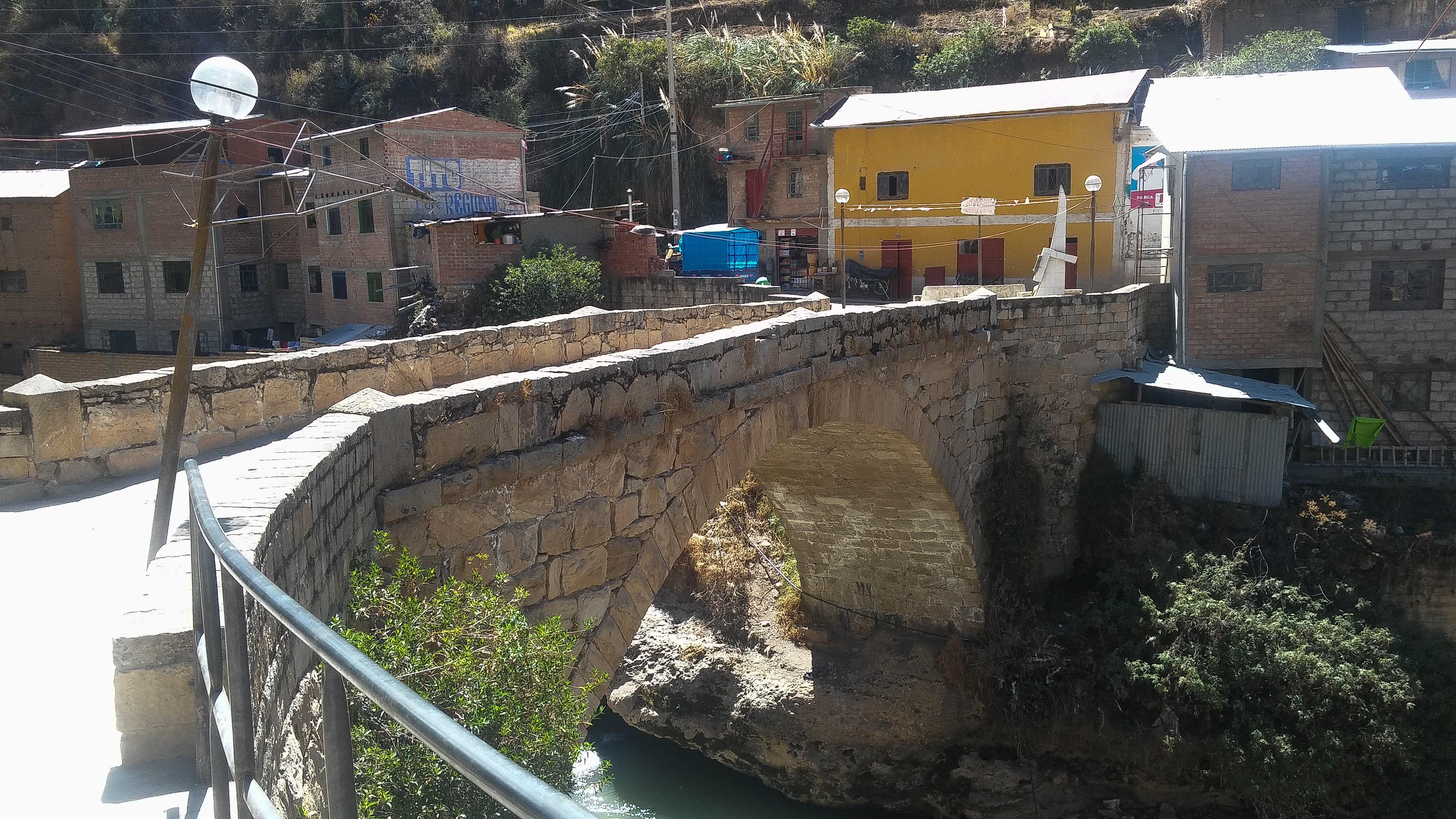
Puente Calicanto sobre río Chaupihuaranga, Yanahuanca, Pasco.

Además se pueden encontrar zonas arqueológicas como Paucarmarca (lugar pre inca), Camino inca, Puente Sayachaca (origen Incaico), Cataratas Rayhuan, Casa hacienda Wirin (estilo colonial) y un Museo de sitio y Puente Calicanto sobre el río Chaupihuaranga.
Las Fiestas Patronales distritales son: San Juan Bautista, el 24 de junio en Yanacocha; San Pedro de Yanahuanca, el 29 de junio; Santísima Trinidad, el 18 de mayo en Villo y el Señor de Exaltación el 14 de setiembre en Rocco.